# Konstantin Chrenov
Konstantin Konstantinovitsj Chrenov (Borovsk, 13 februari 1894 – Kiev, 12 oktober 1984) was een deskundige op het gebied van metallurgie en het lassen van metalen.

## Biografie
In 1918 voltooide hij zijn studie in elektrochemie. Hij maakte van 1921 tot 1925 deel uit van de faculteit scheikunde op de Elektrotechnische Staatsuniversiteit van Sint-Petersburg.
Van 1928 tot 1947 doceerde hij aan de Staatsuniversiteit voor Elektromechaniek in Moskou op de ingenieursopleiding voor de spoorwegen en vanaf 1931 was hij tegelijkertijd staflid op de Hogere Technische Universiteit van Moskou. In 1940 promoveerde hij tot doctor in de technische wetenschappen.
In 1945 werd Chrenov onderscheiden door de Oekraïense Staatsacademie van Wetenschappen. Van 1945 tot 1948, en opnieuw na 1963, werkte hij daar in het vakgebied elektrolassen. Van 1948 tot 1952 vervolgens in werktuigbouwkunde en vanaf 1952 in elektrotechniek. Van 1947 tot 1958 was hij hoogleraar op de Oekraïense Technische Universiteit van Kiev.
In 1953 was hij lid van het Oekraïense presidium.
Chrenov ontwikkelde de eerste methode die booglassen en metaal snijden onder water mogelijk maakte. Zijn methode heeft brede toepassing gevonden in de restauratie van bruggen en reparatie van schepen. Hij ontwikkelde stroombronnen voor boog- en weerstandlassen. Zijn werk leidde tot de ontwikkeling van laspoeders, lassen met beklede elektrode, methodes van kouddruklassen, gasdruklassen, plasmasnijden en plasmalassen. Hij leverde ook een bijdrage aan het ontwikkelen van lasmethodes voor gietijzer en niet-destructief onderzoek van lasverbindingen.
Chrenov droeg bij aan de totstandkoming van de officiële universitaire opleiding tot sovjet-ingenieur in lastechniek.

## Eretitels en onderscheidingen
- 1945 Benoemd tot lid van de Oekraïense Staatsacademie van Wetenschappen
- 1946 Stalinprijs
- 1953 Benoemd tot lid van de Russische Academie van Wetenschappen
- 1970 Hoge wetenschappelijke onderscheiding USSR
- 1982 USSR prijs van de Ministerraad
- 1986 (postuum) Staatsprijs van de Sovjet-Unie
- Leninorde
- Orde van de Oktoberrevolutie